# Social Recruiting
Social Recruiting ist ein Begriff, der eine auf sozialen Netzwerken basierende Methode der Personalbeschaffung beschreibt. Social Recruiting ist auch als Social Hiring, Social Recruitment und Social Media Recruitment bekannt.

## Beschreibung
LinkedIn, Facebook, Twitter und XING sind die am häufigsten zum Social Recruiting verwendeten sozialen Netzwerke. In der Regel wird Social Recruiting als das Verwenden von Daten aus sozialen Netzwerken zur zielgerichteten Platzierung von Werbemaßnahmen durch Arbeitgeber und Personalvermittler bezeichnet. Hierbei werden die Inhalte von Werbemaßnahmen an den Interessen der Zielpersonen ausgerichtet. Dies ist auf zwei Arten möglich. Einmal durch
- das direkte Anschreiben des Kandidaten (Social Distribution) oder auch durch
- das passive Einblenden von Werbemaßnahmen (Internet Sourcing/Social Profiling).

## Bezeichnung
Seit dem Aufkommen des Social Recruiting im Jahr 2009 herrscht Uneinigkeit über die Bezeichnung. Dass Social Recruiting auch schon das Ansprechen von Kandidaten über soziale Netzwerke beinhaltet, wird von vielen kritisch betrachtet. Als Grund für die Kritik wird angebracht, dass Personalbeschaffung nur dann „social“ sei, wenn sie durch gesellschaftliche Beziehungen in sozialen Netzwerken zustande käme. Dies ist größtenteils nur beim Internet Sourcing der Fall.

## Arten des Social Recruiting
Social Recruiting wird in zwei verschiedene Kategorien unterteilt. Die Unterteilung hängt von der Art der Zielgruppenansprache ab.

### Social Distribution
Social Distribution bezieht sich auf die Verwendung sozialer Netzwerke zur Personalbeschaffung und zum Employer Branding (dt. Arbeitgebermarkenbildung) von Unternehmen. Hierbei sprechen Unternehmen oder Personaldienstleister geeignete Kandidaten über ihr Profil direkt an. Diese können die Stelle an interessierte Bekannte weiterleiten und damit zur Besetzung einer Stelle und zur Steigerung des Bekanntheitsgrades eines Unternehmens beitragen.

### Internet Sourcing/Social Profiling
Als Internet Sourcing wird die Verwendung von Profildaten aus sozialen Netzwerken, Suchverhalten im Netz, Blogs und Online Communities zur Identifizierung bislang passiver Jobkandidaten bezeichnet. Passive Kandidaten sind solche Arbeitskräfte, die nicht aktiv auf der Suche nach einem Job sind. Beim Internet Sourcing, auch Social Profiling genannt, werden Kandidaten nicht direkt angesprochen (Berufliches Profiling), sondern über Werbebanner.

## Entwicklung
Social Recruiting wird verstärkt von Personalberatungen und Unternehmen zur Personalbeschaffung genutzt. Einer Studie über Recruiting Trends 2019 zufolge nutzen 27,1 % der Top 1.000 Unternehmen Deutschlands das Business-Netzwerk XING regelmäßig zur Schaltung von Stellenanzeigen. Facebook wird dagegen eher zum Employer Branding verwendet, dazu wird es von 12,9 % der Top 1.000 Unternehmen genutzt (Stand 2011).